# Werner Leiß
Werner Leiß (* 1. April 1942 in München) ist ein deutscher Politiker (SPD).
Leiß erreichte an der Oberrealschule die Mittlere Reife und hatte danach verschiedene Sachbearbeiterpositionen als Angestellter im öffentlichen Dienst inne, zuletzt beim Deutschen Patentamt. Er war Jugendsekretär der Gewerkschaft [[Gewerkschaft Öffentliche Dienste, Transport und Verkehr<ÖTV]], Organisationssekretär und Rechtsstellenleiter.
1966 wurde Leiß Mitglied der SPD, bei der er Ortsvereinsvorsitzender, Vorsitzender des Bezirksausschusses des 19. Stadtbezirks in München und Mitglied des Bezirkstags von Oberbayern war. Dort war er im Sozial-, Personal- und Gesundheitsausschuss sowie im Verband der bayerischen Bezirke tätig. Er war zudem Vorstandsmitglied der Bundesausführungsbehörde für Unfallversicherung. Von 1982 bis 1986 war er als im Stimmkreis München-Altstadt direkt gewählter Abgeordneter Mitglied des Bayerischen Landtags.